# Acilius canaliculatus
Acilius canaliculatus är en skalbaggsart som först beskrevs av Nicolai 1822.  Acilius canaliculatus ingår i släktet Acilius och familjen dykare. Arten är reproducerande i Sverige. Inga underarter finns listade i Catalogue of Life.

## Bildgalleri

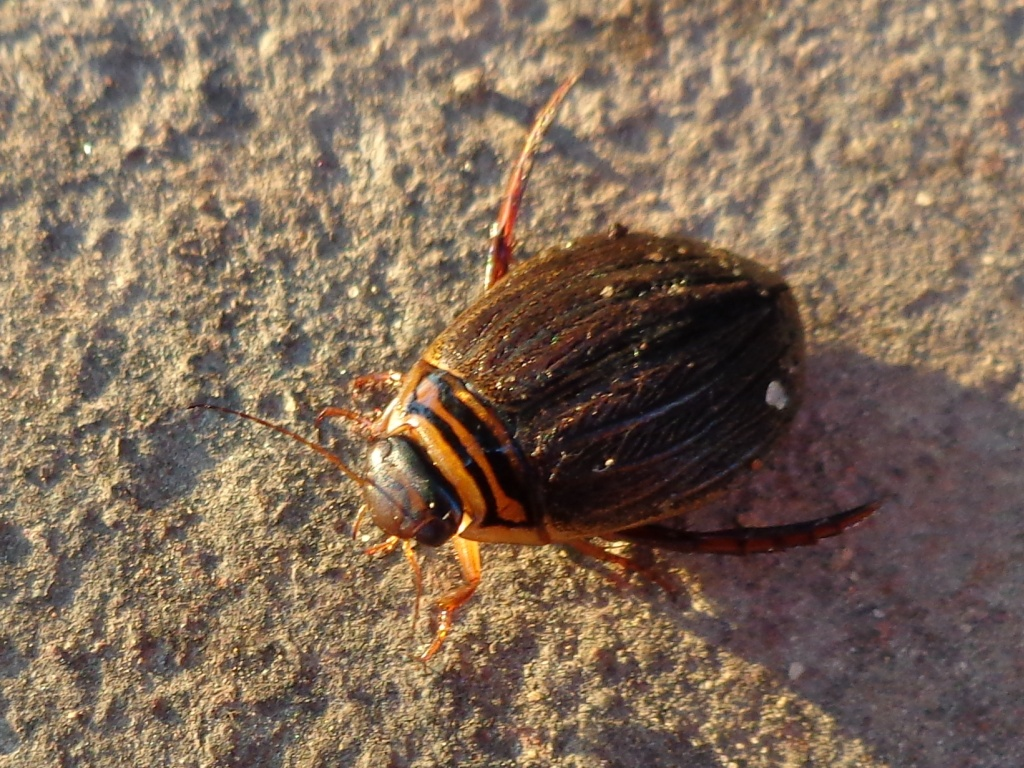
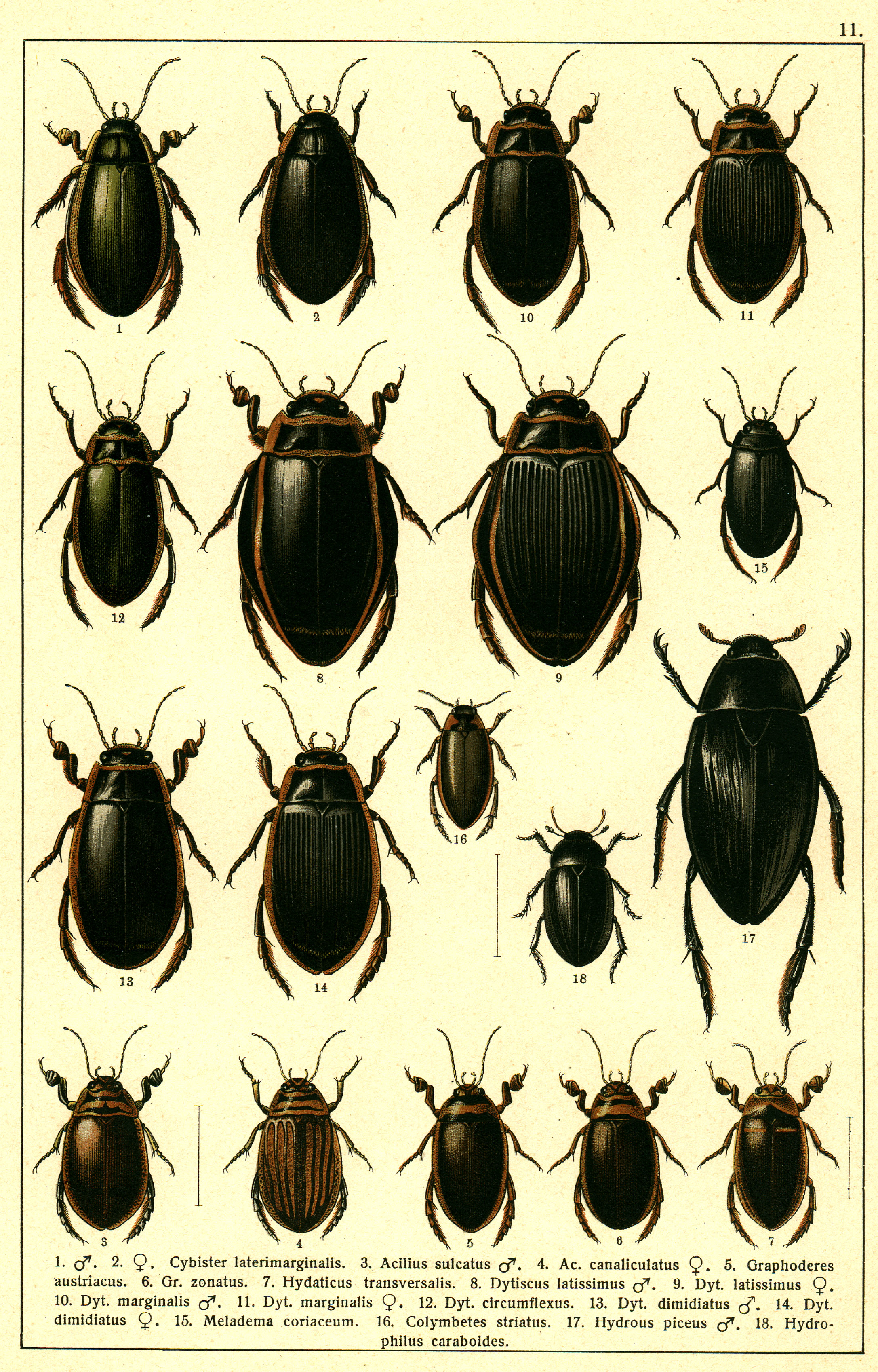
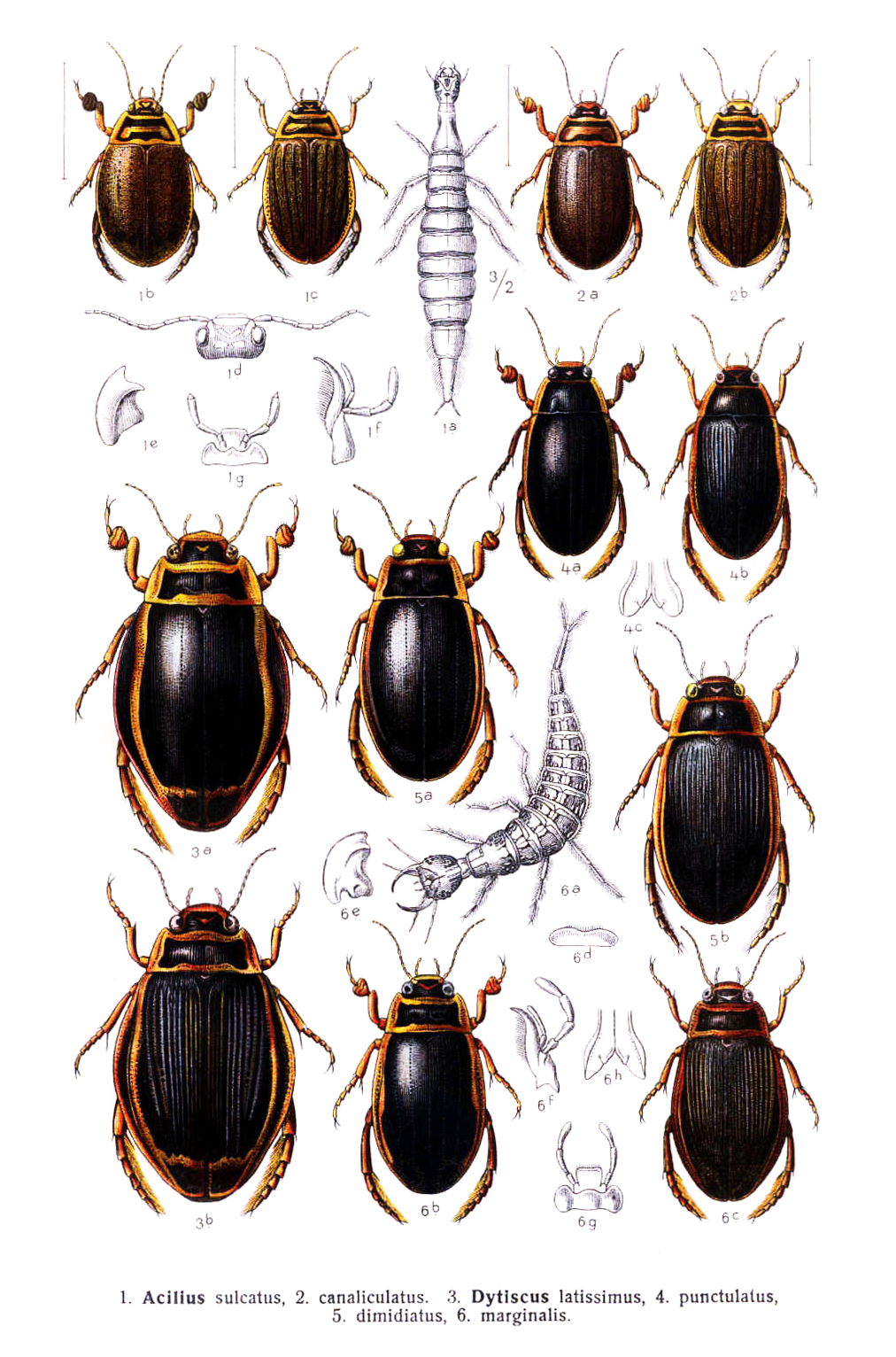
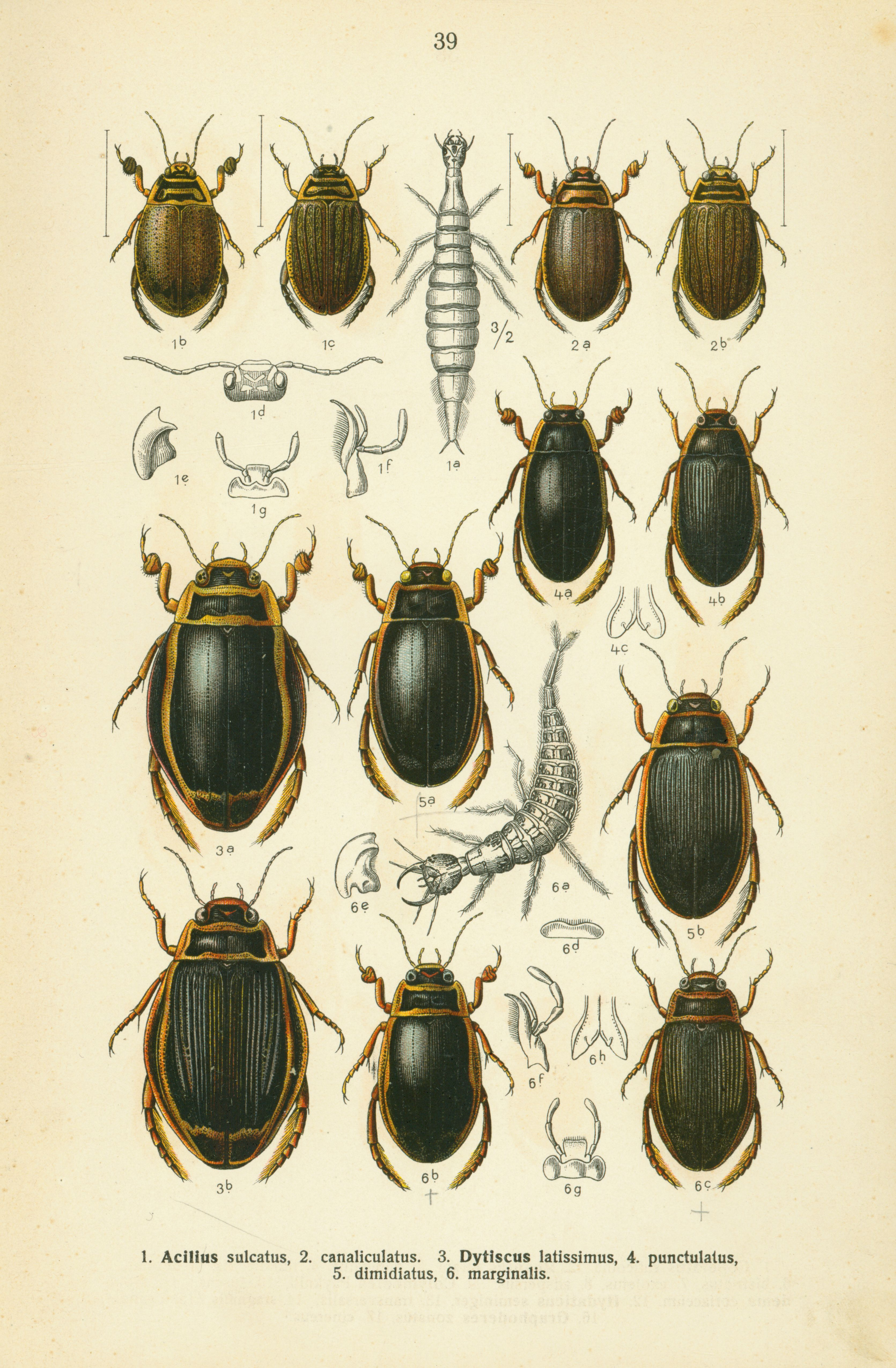